# Kuća kirurga
Kuća kirurga jedna je od najpoznatijih kuća u starorimskom gradu Pompeji, a ime je dobila po drevnim kirurškim instrumentima koji su tamo pronađeni. Zajedno s ostatkom grada, kuća je, u erupciji Vezuva 79. godine, zatrpana i uglavnom očuvana ispod 4 do 6 m vulkanskog pepela i plovućca.
Iskopao ju je 1770. godine Francesco La Vega.
Skromne je veličine i ima malo ornamenata ili ukrasa izvana, ali je čvrste i čvrste građe sa svojom opus quadratum fasadom od kamena od sarno kamena i opus africanum konstrukcijom dvorišta atrija. Bila je to elitna rezidencija o čemu svjedoči atrij koji je bio okružen sobama sa sve četiri strane i njegov prilično ekskluzivan vestibul.
Dugo se vremena smatralo, na temelju konstrukcije zidova, da je kuća jedan od najstarijih primjera u Pompejima s datumom od četvrtog do trećeg stoljeća prije Krista. Međutim, 1926. A. Maiuri je obavio neka iskapanja ispod atrija koji je otkrio raniji sloj ruševine zgrade u kojoj je pronađen novčić iz kasnog trećeg stoljeća pr. Kr. (214./212. pr. Kr.), koji uz datiranje trećeg–drugog stoljeća pr. Kr. starijeg zida ispod tablinuma, sugerira da kuća nije datirana ranije od oko 200. pr. Kr. Međutim, rezultati nikada nisu objavljeni.
Godine 2005. izvršeno je daljnje istraživanje cijele insule VI 1 na razini ispod one iz vremena erupcije Pokazalo se da je atrij modificiran u 2. stoljeću pr. Kr. kako bi se osiguralo više svjetla u unutrašnjosti, dodavanjem kompluvija i pratećeg impluvija na prethodno puni krovni pokrov. Ostatak kuće, međutim, ostavljen je uglavnom onakav kakav je bio, tako da je to doista bila jedna od najranijih kuća u italskom stilu pronađenih do sada u Kampaniji.
U posljednjim godinama Pompeja, za razliku od svog susjeda, Kuće vestalki, koja je procvjetala u jednu od luksuznijih domova u tom području. Čini se da je kuća propala jer je pod između atrija i tablinuma pao u veliku cisternu ispod, drveni stupovi umetnuti su u podove mnogih soba kako bi poduprli oštećeni krov, a jedna je prostorija korištena kao spremnik vapna.

## Vanjske poveznice
|  | Zajednički poslužitelj ima još gradiva o temi Kuća kirurga |